# Salvojaure (Jokkmokks socken, Lappland)
Salvojaure är en sjö i Jokkmokks kommun i Lappland och ingår i Luleälvens huvudavrinningsområde.